# Gomma
Gomma är ett distrikt i Etiopien.   Det ligger i regionen Oromia, i den centrala delen av landet, 260 km sydväst om huvudstaden Addis Abeba.